# Arcadio Zentella Priego
Arcadio Zentella Priego fue un poeta, escritor y periodista mexicano, nacido en Cunduacán, Tabasco en 1844 y fallecido en Ciudad de México, en 1920. Cobró notoriedad siendo estudiante en Yucatán, cuando uno de sus discursos provocó el enojo del gobernador imperial del estado, Felipe Navarrete, quien lo expulsó de la entidad junto con todos los demás estudiantes tabasqueños que a la sazón ahí vivían.

## Datos biográficos
Cursó sus estudios en el Seminario Conciliar de San Ildefonso, en Mérida, Yucatán, donde obtuvo el grado de bachiller en 1862. Desde joven se distinguió por sus ideas liberales y republicanas y defendió la causa del presidente Benito Juárez en contra del imperio que Maximiliano de Habsburgo había establecido en México.
Con Manuel Sánchez Mármol y Justo Santa Anna, fundó el periódico llamado El Radical en Cunduacán, desde cuyas páginas combatieron al imperio. También fue desterrado de su estado y tuvo que irse a la Ciudad de México en donde, siguiendo con su actividad de periodista, colaboró con el Correo del Comercio y La Revista. Más tarde, ya durante el dobierno de Sebastián Lerdo de Tejada, fue administrador de aduanas en Piedras Negras (Coahuila), en Frontera (Tabasco) y en San Francisco de Campeche.
Regresó a su natal Cunduacán como periodista, redactando para La Unión Liberal y El Demócrata. Ahí, en su estado, fue también director de instrucción pública, impulsando la creación de escuelas rurales.
Más tarde, en 1913, después de la Decena Trágica que culminó con la muerte del presidente Francisco I. Madero, debió exiliarse en La Habana. Cuando regresó a México, bajo el carrancismo, colaboró en Yucatán con el general Salvador Alvarado entre 1915 y 1916.
Publicó obra literaria que alcanzó cierto reconocimiento en la época: Preludios, en 1872; En esta tierra (esbozos a la brocha), 1885; Criterios Revolucionarios, en 1915 y Perico, una de las primeras novelas mexicanas consideradas del estilo realista y de denuncia política, en 1918. Editó también un buen número de poemas que permanecen en el olvido en los periódicos de Yucatán y Tabasco de la primera década del siglo XX.